# Rabenau (Hesse)
Para el municipio homónimo de Sajonia, véase: Rabenau.
Rabenau es un municipio situado en el distrito de Gießen, en el estado federado de Hesse (Alemania). Su población estimada a finales de 2016 era de 5135 habitantes.
Se encuentra ubicado en el centro del estado, muy cerca de la orilla del río Lahn, un afluente del Rin.